# Ansola labiosa
Ansola labiosa is een slakkensoort uit de familie van de Barleeiidae. De wetenschappelijke naam van de soort is voor het eerst geldig gepubliceerd in 1978 door Golikov & Kussakin.